# Roman Modzelewski
Roman Modzelewski (ur. 28 lutego 1912 w Łoździejach, zm. 24 grudnia 1997 w Łodzi) – malarz, wykładowca akademicki, współtwórca i rektor ASP w Łodzi, projektant mebli.

## Życiorys
W 1931 rozpoczął studia na warszawskiej Szkole Sztuk Pięknych (od 1932 Akademii Sztuk Pięknych) w pracowni malarstwa u prof. Felicjana Szczęsnego Kowarskiego, gdzie uzyskał absolutorium (część studiów odbył także w pracowni rzeźby prof. Tadeusza Breyera). Następnie studiował do 1938 malarstwo dekoracyjne u prof. Leonarda Pękalskiego. W okresie studiów Roman Modzelewski zdobył m.in. I nagrodę za projekt kiosku papierniczego (1932) i zaprojektował kraty do budynku Sądów Grodzkich przy ulicy Leszno 53/55 w Warszawie. Jesienią 1939 wyruszył do Lwowa gdzie mieszkał do 1944. Zajmował się tam realizacją robót zleconych przez lokalną Spółdzielnię Artystyczną, wykonywał sgraffita reklamowe, przedmioty z zakresu metaloplastyki, ponadto tworzył portrety i martwe natury w stylistyce koloryzmu. W 1944 udało się Modzelewskiemu powrócić do Warszawy, by następnie przedostać się do swojego brata Teodora do Buska-Zdroju. W 1945 przyjechał do Łodzi, gdzie początkowo, pracował w Liceum Sztuk Plastycznych oraz ponadto organizował jednocześnie z Leonem Ormezowskim, Władysławem Strzemińskim, Stefanem Wegnerem, Felicjanem Szczęsnym Kowarskim Wyższą Szkołę Sztuk Plastycznych przy ul. Narutowicza 77 w Łodzi. Na przełomie sierpnia i września 1945 wziął udział w wystawie Zawodowego Związku Polskich Artystów Plastyków w Miejskiej Galerii Sztuk Plastycznych w Łodzi, na której zostały zaprezentowane jego prace w tym jedna, za którą otrzymał Nagrodę Wydziału Kultury i Sztuki Zarządu Miejskiego. W 1946 na ASP w Warszawie uzyskał dyplom z malarstwa sztalugowego.

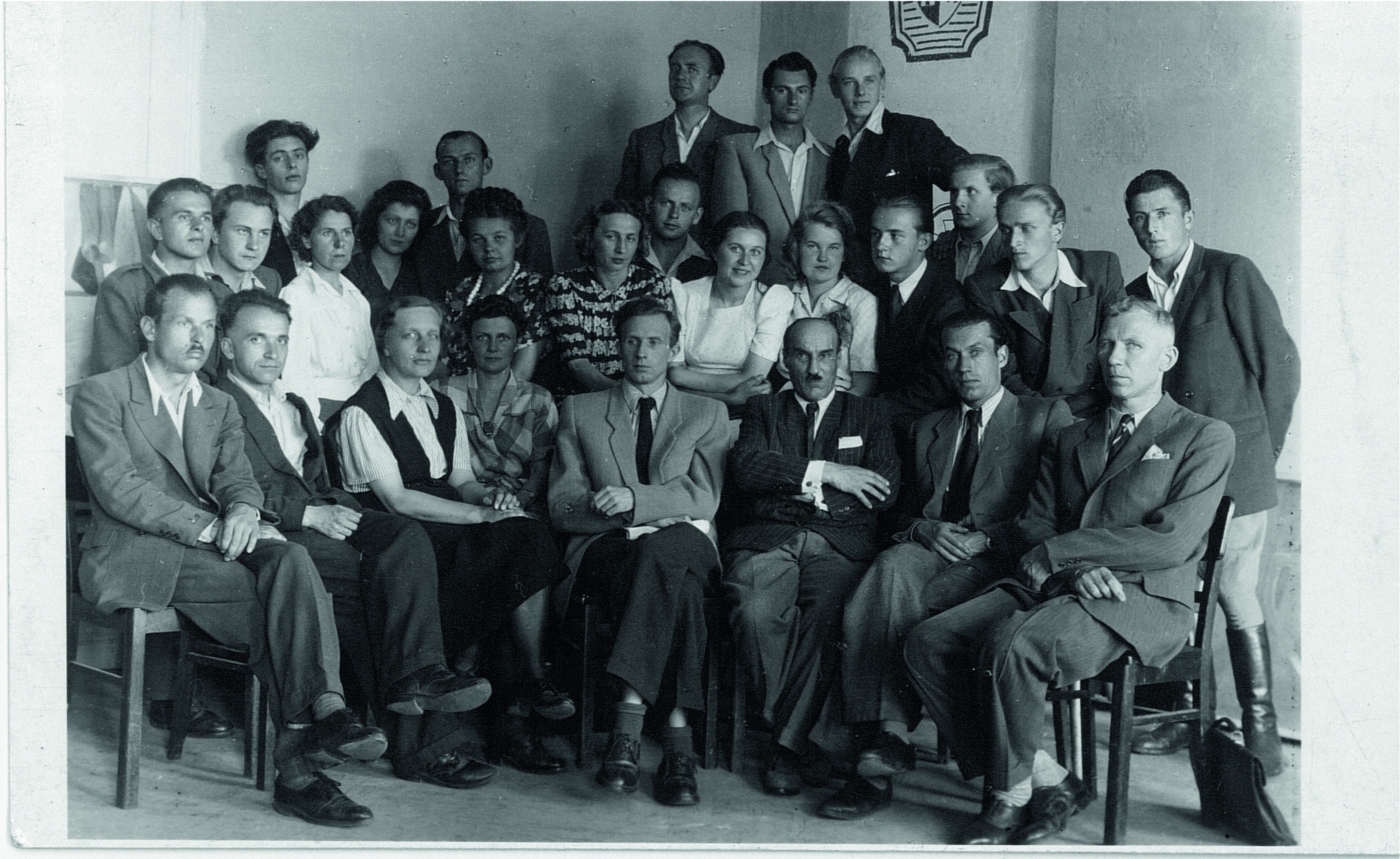
Roman Modzelewski jako rektor ASP Łódź

Roman Modzelewski prowadził zajęcia z malarstwa, rysunku, malarstwa ściennego, dekoracyjnego, architektonicznego, dekoracji wnętrza na łódzkiej Akademii Sztuk Pięknych. Od 1 stycznia 1952 pełnił obowiązki rektora ASP, a od roku akademickiego 1952/53 został pierwszym rektorem z wyboru, którym pozostał przez 3 kadencje do 1963. W związku z planowaną przez Ministerstwo Kultury i Sztuk likwidacją uczelni, Roman Modzelewski rozpoczął działalność Grupy „a.r.” oraz rozpoczął współpracę z Instytutem Wzornictwa Przemysłowego podległym pod Ministerstwo Przemysłu Lekkiego. Od 1959 był wiceprzewodniczącym Komisji do Spraw Programowania Mody. W latach 50. XX w. artysta współprojektował i koordynował prace związane z przebudową Starego Rynku w Łodzi, w tym okresie projektował ponadto biżuterię metalową inkrustowaną kolorowymi żywicami epoksydowymi oraz wazony i oprawy luster. W 1956 artysta wykonał projekt fotela ze sklejki i metalu (RM 56). W 1957 jego projekty mebli zostały nagrodzone. Na II Ogólnopolskiej Wystawie Architektury Wnętrz w warszawskiej Zachęcie zaprezentował prototyp dwóch foteli tapicerowanych na metalowych nogach (RM 57) i krzesła ze sklejki na metalowej konstrukcji. jego projekty zdobyły II nagrodę Ministra Kultury i Sztuki za „eksperyment – krzesła przy użyciu materiałów zastępczych”. W 1958 zaprojektował fotel z laminatu epoksydowego (RM 58) – był to pionierski przykład zastosowania tego tworzywa w Polsce, a także unikatowy w skali światowej przykład siedziska.

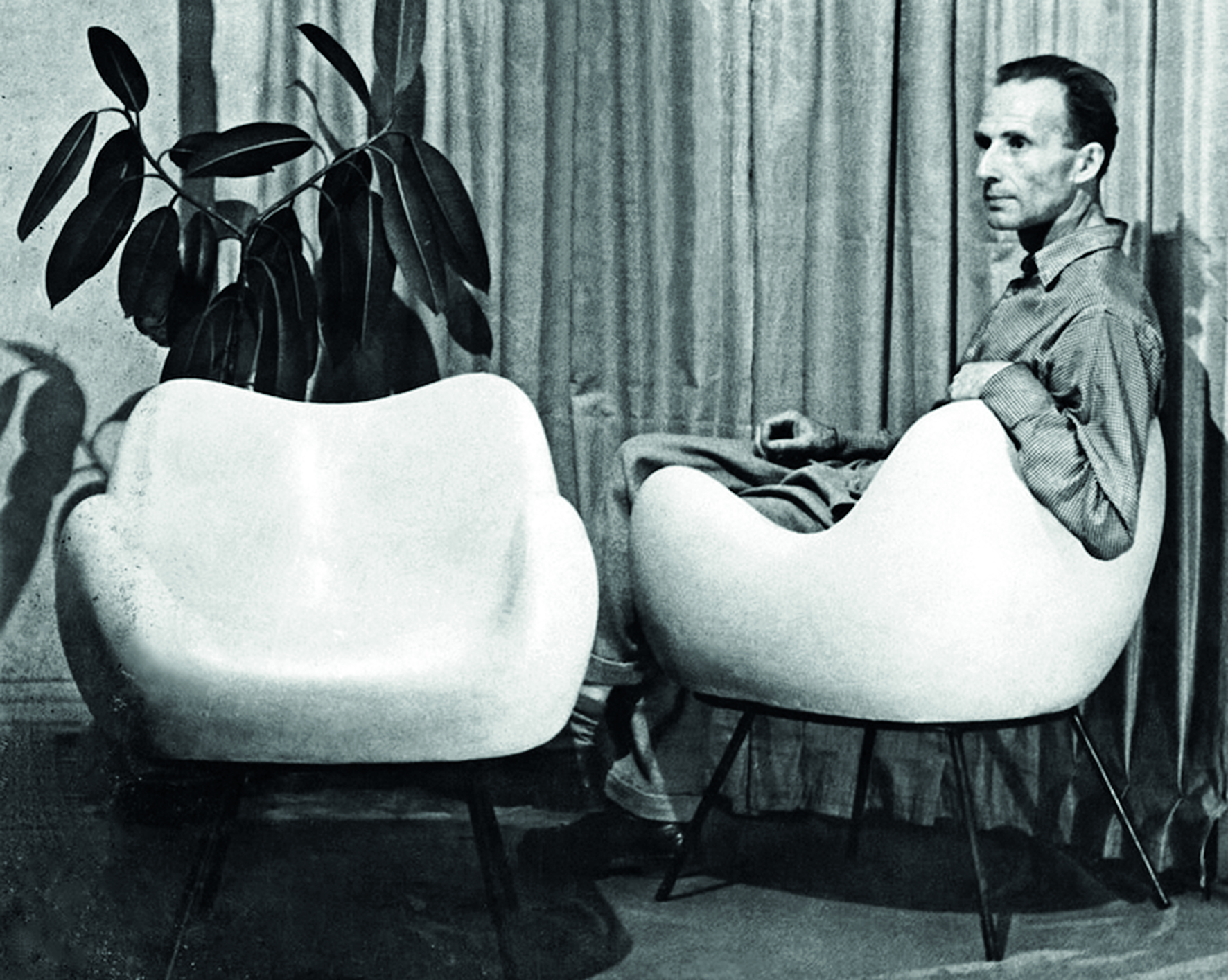
Roman Modzelewski na fotelu RM58

Muzeum Wiktorii i Alberta w Londynie posiada w kolekcji jeden z oryginalnych egzemplarzy tego fotela.
W 1966 rozpoczęto budowę pierwszego w Polsce jachtu z tworzywa. Na podstawie projektu drewnianej łodzi „Silhouette” autorstwa Roberta Tuckera, Roman Modzelewski wykonał kadłub z epoksydu. Wybudowano w 1967 jacht nazwano „Biały”, a następnie w 1968 zwodowano go w Mikołajkach. W latach 1974–1975 artysta zaprojektował kolejny jacht z żywicy poliestrowej – „Amulet”, zwany „Legendą Mazur”, a w latach 1980–1984 zaprojektował kewlarowy jacht morski „Talizman”, który jednak nie został zrealizowany.

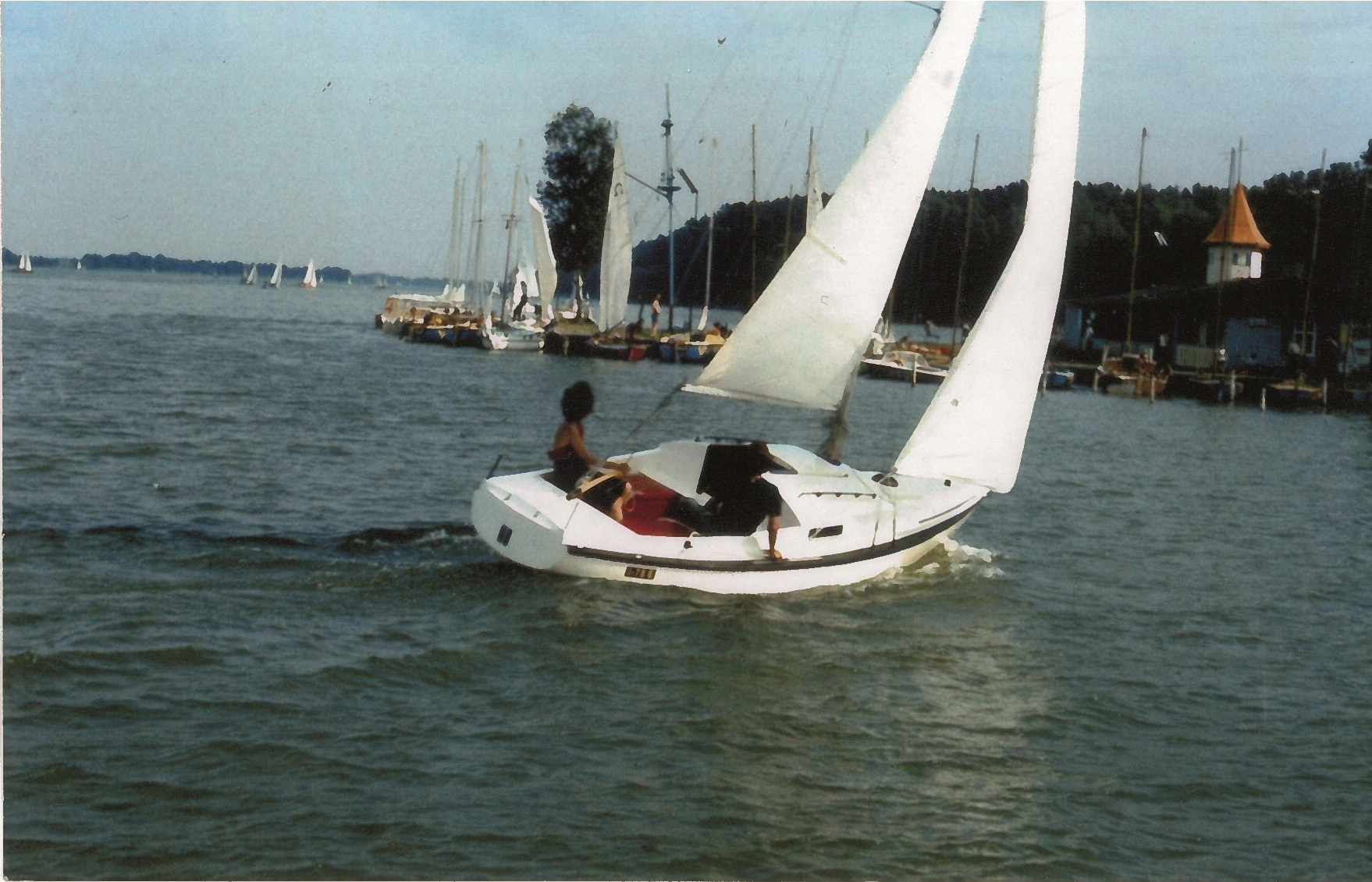
Jacht Amulet konstrukcji Romana Modzelewskiego, Mikołajki 1976–1977

W latach 60. XX w. artysta współprojektował Mauzoleum na Radogoszczu. Elementami jego autorstwa są: kompozycja przestrzenna bramy wejściowej, kraty w otworach okiennych ogrodzenia w ścianie południowej mauzoleum. W latach 70. Modzelewski tworzył witraże ze szkła i żywic epoksydowych, a w latach 80. stworzył witraże i dekoracje ścienne w domu towarowym w Poddębicach.
Zmarł w Łodzi, pochowany na Starym Cmentarzu w Łodzi.

## Ordery i odznaczenia
- Złoty Krzyż Zasługi (22 lipca 1952)[6]

## Upamiętnienie
Rada Miejska w Łodzi na wniosek Muzeum Miasta Łodzi, Akademii Sztuk Pięknych, Łódź Design Festival oraz Wery Modzelewskiej, ustanowiła rok 2022 w Łodzi rokiem Romana Modzelewskiego. Od maja do grudnia 2022 prezentowana była wystawa poświęcona R. Modzelewskiemu w Muzeum Miasta Łodzi. Powołano też kapitułę corocznej nagrody im. Romana Modzelewskiego, przyznawanej młodym artystom.

Wystawa RM. Roman Modzelewski. Sen o Łodzi
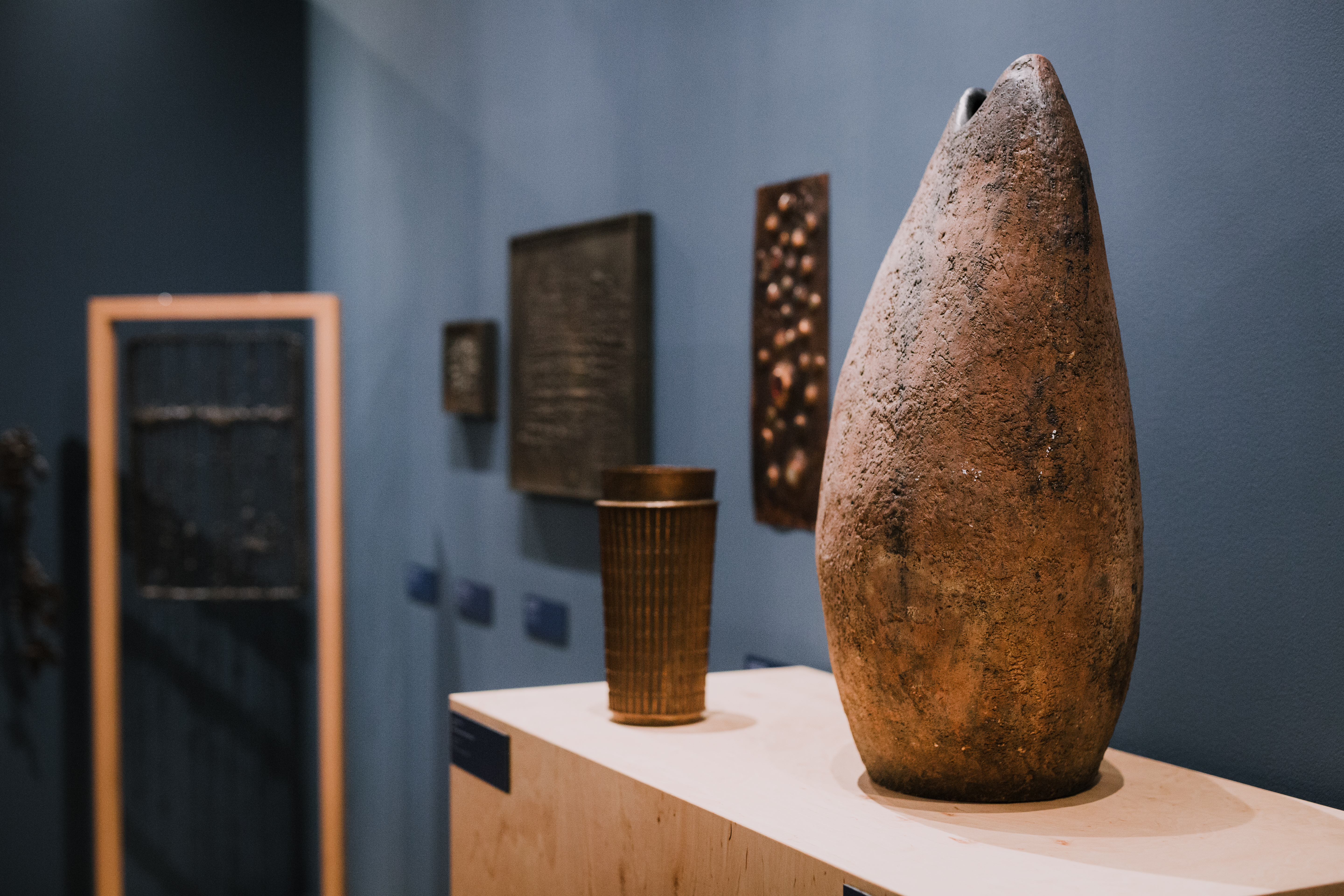
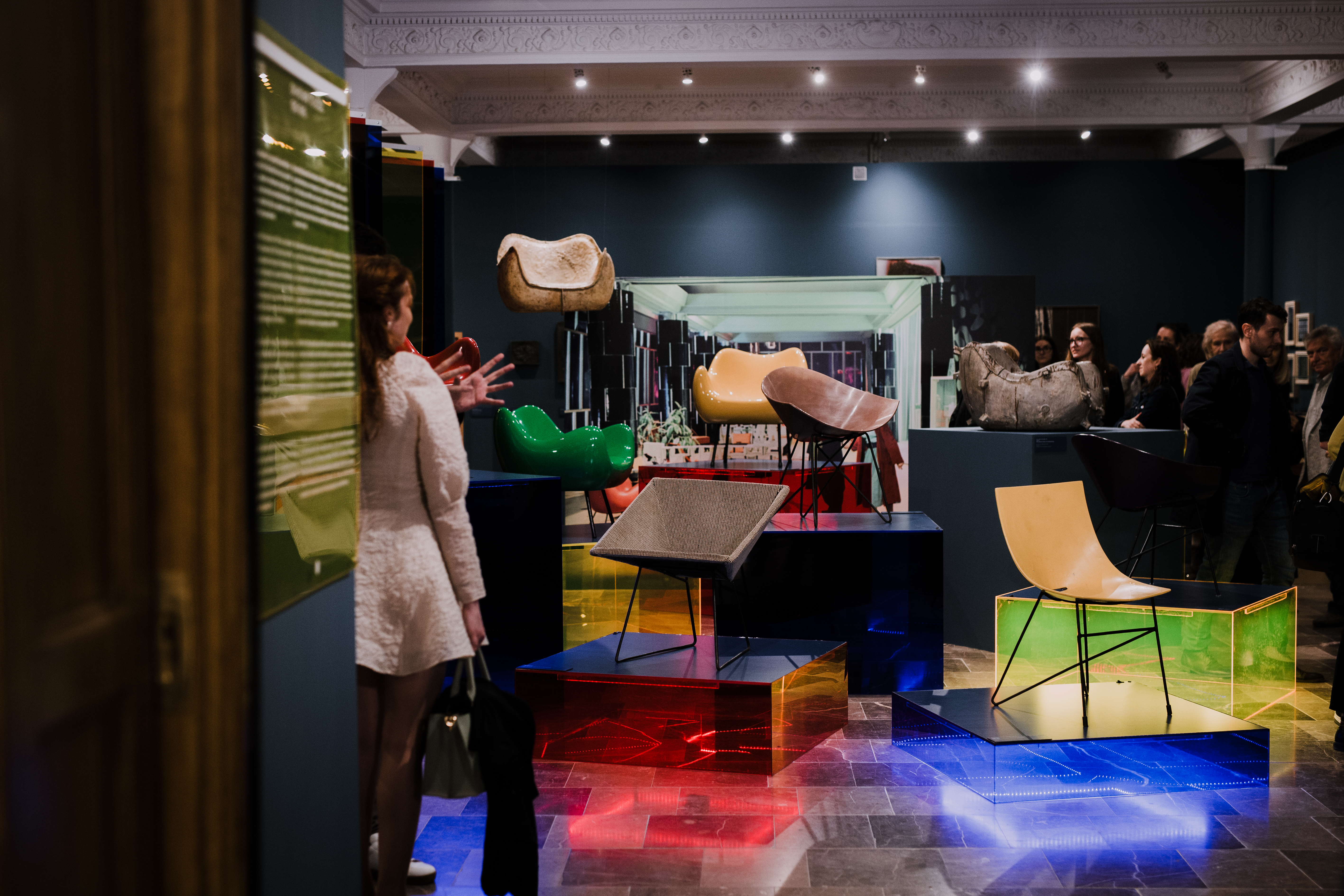
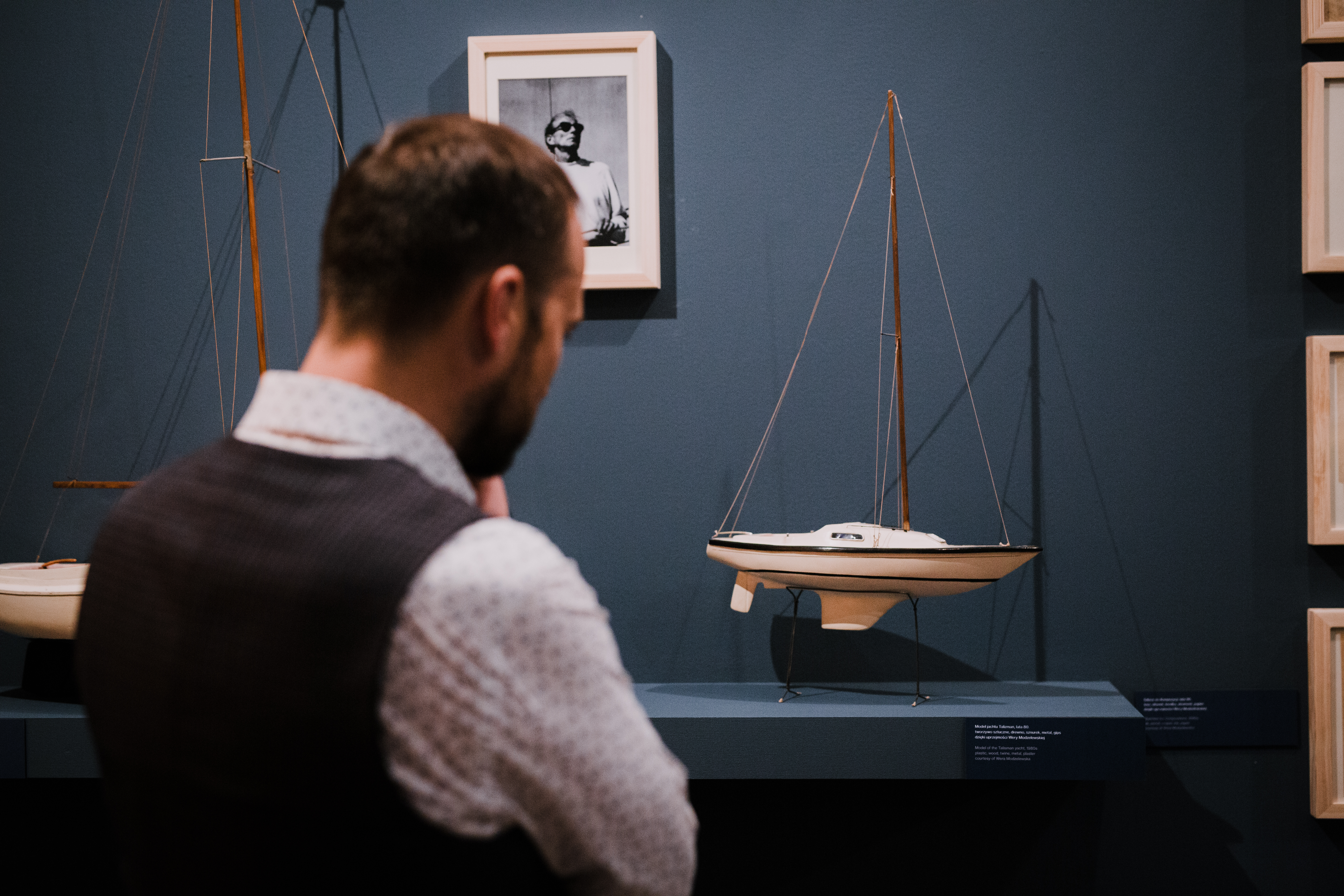

W 2012 roku, przy okazji wprowadzenia do produkcji fotela RM58 przez firmę Vzór, krytyczka wzornictwa Krystyna Łuczak-Surówka przyczyniła się do otwarcia w Łodzi retrospektywnej wystawy prac artysty.

## Nagrody
W latach 1964, 1976, 1989 i 1982 otrzymywał Nagrody Ministra Kultury i Sztuki II stopnia za „szczególne osiągnięcia w dziedzinie pracy dydaktyczno-wychowawczej, organizacji procesu dydaktycznego oraz kształcenia młodych kadr”.

## Malarstwo
W okresie do 1945 zainteresowania artysty koncentrowały się wokół kapizmu – koloryzmu, malował głównie pejzaże, sceny rodzajowe, portrety oraz martwe natury. Po 1945 odszedł od malarstwa impresjonistycznego, dzięki wpływowi Władysława Strzemińskiego. Rozpoczął swoje zainteresowanie solaryzmem (prace olejne z cyklu „Słońce”, lata 1946–1948), jego późniejsze prace nawiązywały do późnego kubizmu („Martwa natura – Butelka”, 1947; cykl „Żagle”, lata 1946–1947). Od II połowy lat 50. do lat 90. XX w. w malarstwie interesował się abstrakcją, geometrią, w swoich pracach używał masy plastycznej – winiduru, żywicy epoksydowej i innych tworzyw sztucznych, metalu, śrub. Obrazy tytułował w większości „Kompozycjami”. W latach 50. i 60. tworzył również abstrakcyjne rzeźby.